# Lijst van medewerkers van het RTL Weer
Dit is een lijst van presentatoren van het RTL Weer.
Legenda
-  = Medewerkers anno januari 2023 zijn voorzien van een blauw blokje.

## B
|  | Naam                 | Periode   | Uitzendingen | Opmerkingen             |
|  | -------------------- | --------- | ------------ | ----------------------- |
|  | Reinier van den Berg | 1989–2024 |              | Sinds 2018 als invaller |
|  | John Bernard         | 1989–2002 |              |                         |
|  | Laura van der Blij   | 2013      |              |                         |
|  | Heleen de Boer       | 1989–1990 |              |                         |

## D
|  | Naam               | Periode   | Uitzendingen    | Opmerkingen |
|  | ------------------ | --------- | --------------- | ----------- |
|  | Martijn Dorrestein | 2019–0000 | Ochtend, middag |             |

## E
|  | Naam           | Periode   | Uitzendingen | Opmerkingen |
|  | -------------- | --------- | ------------ | ----------- |
|  | Magdel Erasmus | 2020–0000 | Middag       |             |

## F
|  | Naam           | Periode   | Uitzendingen | Opmerkingen |
|  | -------------- | --------- | ------------ | ----------- |
|  | Jennifer Faber | 2014–2018 |              |             |

## H
|  | Naam             | Periode   | Uitzendingen           | Opmerkingen |
|  | ---------------- | --------- | ---------------------- | ----------- |
|  | Marjon de Hond   | 2019–0000 | Ochtend, middag, avond |             |
|  | Jordi Huirne     | 2025–0000 | Ochtend, middag, avond | [ 1 ]       |
|  | William Huizinga | 2013–0000 | Ochtend, middag, avond |             |

## J
|  | Naam         | Periode   | Uitzendingen           | Opmerkingen |
|  | ------------ | --------- | ---------------------- | ----------- |
|  | Marc de Jong | 2019–0000 | Ochtend, middag, avond |             |

## K
|  | Naam           | Periode   | Uitzendingen           | Opmerkingen |
|  | -------------- | --------- | ---------------------- | ----------- |
|  | Nicolien Kroon | 2014–0000 | Ochtend, middag, avond |             |

## L
|  | Naam           | Periode   | Uitzendingen | Opmerkingen |
|  | -------------- | --------- | ------------ | ----------- |
|  | Helga van Leur | 1997–2017 |              |             |

## M
|  | Naam               | Periode   | Uitzendingen           | Opmerkingen |
|  | ------------------ | --------- | ---------------------- | ----------- |
|  | Maurice Middendorp | 2015–0000 | Ochtend, middag, avond |             |

## O
|  | Naam         | Periode             | Uitzendingen           | Opmerkingen |
|  | ------------ | ------------------- | ---------------------- | ----------- |
|  | Amara Onwuka | 2013–2019 2024–0000 | Ochtend, middag, avond |             |
|  | Harry Otten  | 1989–2000           |                        |             |

## R
|  | Naam             | Periode   | Uitzendingen | Opmerkingen |
|  | ---------------- | --------- | ------------ | ----------- |
|  | Margot Ribberink | 1993–2013 |              |             |

## S
|  | Naam         | Periode   | Uitzendingen | Opmerkingen |
|  | ------------ | --------- | ------------ | ----------- |
|  | Alfred Snoek | 2018–2020 |              |             |

## T
|  | Naam            | Periode   | Uitzendingen | Opmerkingen |
|  | --------------- | --------- | ------------ | ----------- |
|  | Peter Timofeeff | 1996–2015 |              |             |

## W
|  | Naam        | Periode   | Uitzendingen | Opmerkingen |
|  | ----------- | --------- | ------------ | ----------- |
|  | Dennis Wilt | 2008–2019 |              |             |